# Теллуристая кислота
Теллуристая кислота — неорганическое соединение, двухосновная кислота с формулой H2TeO3, бесцветные кристаллы, не растворимые в воде.

## Получение
- Из раствора выпадает в виде гидрата TeO2•n H2O, который при стоянии переходит в H2TeO3•H2O.

- Действие разбавленной кислоты на теллурит натрия:

{\displaystyle {\mathsf {Na_{2}TeO_{3}+2HNO_{3}\ \xrightarrow {0^{o}C} \ H_{2}TeO_{3}\downarrow +~2NaNO_{3}}}}
- Восстановление триоксида теллура:

{\displaystyle {\mathsf {2TeO_{3}+2HCl\ \xrightarrow {100^{o}C} \ H_{2}TeO_{3}\downarrow +~Cl_{2}\uparrow }}}
- Восстановление ортотеллурата натрия:

{\displaystyle {\mathsf {Na_{6}TeO_{6}+8HCl\ \xrightarrow {} \ H_{2}TeO_{3}\downarrow +~Cl_{2}\uparrow +~6NaCl+3H_{2}O}}}

## Физические свойства
Теллуристая кислота образует бесцветные (белые) кристаллы, не растворимые в воде.
Является слабой кислотой p K1 = 5,5.

## Химические свойства
- Разлагается при незначительном нагревании:

{\displaystyle {\mathsf {H_{2}TeO_{3}\ {\xrightarrow {40^{o}C}}\ TeO_{2}+H_{2}O}}}
- С щелочами образует теллуриты:

{\displaystyle {\mathsf {H_{2}TeO_{3}+2NaOH\ {\xrightarrow {}}\ Na_{2}TeO_{3}+2H_{2}O}}}
- Является сильным окислителем:

{\displaystyle {\mathsf {H_{2}TeO_{3}+4HCl\ {\xrightarrow {}}\ Te\downarrow +2Cl_{2}\uparrow +3H_{2}O}}}
- Является слабым восстановителем:

{\displaystyle {\mathsf {H_{2}TeO_{3}+H_{2}O_{2}+2NaOH\ {\xrightarrow {}}\ Na_{2}H_{4}TeO_{6}\downarrow +H_{2}O}}}
- Вступает в обменные реакции:

{\displaystyle {\mathsf {H_{2}TeO_{3}+Ca(NO_{3})_{2}\ {\xrightarrow {}}\ CaTeO_{3}\downarrow +2HNO_{3}}}}